# Barry Stokes
Barry Stokes (* 1944) ist ein britischer Schauspieler.
Er debütierte 1964 in der Serie Crossroads. Im TV u. a. als Jim Haines in der Serie Mondbasis Alpha 1 populär, wurde er 1973 an der Seite von Jean Seberg in Juan Antonio Bardems Drama La Corrupción de Chris Miller (Maske des Grauens) auch als Filmschauspieler bekannt. 1975 folgte die Titelrolle als Bob in der Komödie The Ups and Downs of a Handyman von John Sealey, 1978 die Hauptrolle des Anders im Horrorfilm Prey und 1979 die des Oliver in Norman J. Warrens Outer Touch. Jacques Demy gab Barry Stokes 1979 die männliche Hauptrolle des André Grandier in Lady Oscar, der Spielfilm-Version des japanischen Manga. Die deutsche Regisseurin Gabi Kubach engagierte ihn ein Jahr später für die Rolle des Frank Davies an der Seite von Claude Jade in der Vicky-Baum-Verfilmung Rendezvous in Paris. Im deutschen Fernsehen errang er auch Popularität mit der Rolle des Gar im Mehrteiler Die letzten Tage von Pompeji (1984). Sein letzter Kinoauftritt war 1985 die Nebenrolle des Huck in Wolfgang Petersens Enemy Mine. 